# 錯體硬幣

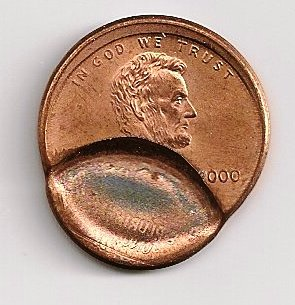
一枚錯體硬幣

錯體硬幣（英文：Error coin）是指硬幣在鑄造過程中的失誤而導致的情況，錯體硬幣大多在出廠前檢查到而會被熔掉，但亦有機會流出市面，不過機會很微。

## 常見的錯體硬幣
- 圖案移位[1]
- 錯用物料
- 缺角
- 淺打（圖案不清楚）
- 重打（壓印超過一次）
- 文字或者圖案若隱若現
- 图案或文字错误
- 硬幣正背面的圖案角度不一致

## 角度不一致的謬誤
在早期時代，某些硬幣的正背面會因為壓模有不同角度而導致角度不一致，此情況下，硬幣不能被歸類為錯體硬幣。